# Frjasino
Frjasino (russisch Фрязино) ist eine Stadt in der Oblast Moskau, Russland. 
Sie liegt rund 35 km nordöstlich von Moskau, hat 55.369 Einwohner (Stand 14. Oktober 2010) und gilt als Wissenschaftszentrum.

## Geschichte
Frjasino ging aus mehreren Dörfern hervor, die seit den 1580er-Jahren bekannt waren. Eines davon hieß Frjasinowka nach dem Familiennamen seines Gutsbesitzers. Dieser stammte wiederum vom Wort Frjasin ab, mit dem damals in Russland tätige italienische Architekten bezeichnet wurden. Seit 1784 waren die Dörfer als Frjasina, seit 1862 dann als Frjasino bekannt. Als Industrieort erlangte Frjasino erst Anfang des 20. Jahrhunderts Bedeutung: Damals entstanden dort eine Textilfabrik und eine Ziegelei.
Nach der Oktoberrevolution und der Verstaatlichung der Fabriken entwickelte sich der Ort zu einer Arbeitersiedlung, die 1951 – der Ort zählte mittlerweile rund 12.000 Einwohner – Stadtrechte erhielt.

### Bevölkerungsentwicklung
| Jahr | Einwohner |
| ---- | --------- |
| 1939 | 5.901     |
| 1959 | 19.130    |
| 1970 | 32.369    |
| 1979 | 46.049    |
| 1989 | 53.317    |
| 2002 | 52.436    |
| 2010 | 55.369    |

Anmerkung: Volkszählungsdaten

## Wirtschaft und Verkehr
Seit den 1930er-Jahren besteht in Frjasino eine Fabrik für Radioelektronik, seit den 1940er-Jahren sind im Ort mehrere Forschungsinstitute auf diesem Gebiet angesiedelt worden. Aus diesem Grund ist Frjasino auch als Naukograd bekannt, also eine Stadt mit einer bedeutenden Anzahl von wissenschaftlichen Forschungseinrichtungen.
Die Stadt hat einen Bahnhof mit zwei Bahnsteigen, Frjasino-Towarnaja und Frjasino-Passaschirskaja. Von letzterem bestehen regelmäßige Regionalverbindungen mit dem Jaroslawler Bahnhof in Moskau. Die nächste Fernstraße ist die M8 bei Puschkino, rund 20 km westlich von Frjasino entfernt.

## Persönlichkeiten
- Alexander Nikolajewitsch Balandin (* 1953), Kosmonaut
- Stanislaw Jewgrafowitsch Petrow (1939–2017), Militär
- Jekaterina Alexandrowna Worona (* 1975), Malerin und Bildhauerin